# Sarnów-Osiedle
Sarnów-Osiedle (do 2021 r. Sarnów) – osada w Polsce położona w województwie łódzkim, w powiecie poddębickim, w gminie Dalików.
Miejscowość wchodzi w skład sołectwa Sarnów.
Nazwa Sarnów PGR używana była przez gminę dla odróżnienia od wsi o tej samej nazwie.
Nazwa miejscowości została zmieniona 1.01.2022 r. z nazwy Sarnów, na Sarnów-Osiedle.
W latach 1975–1998 miejscowość administracyjnie należała do województwa sieradzkiego.